# Langhagensee (Neu Poserin)
Der Langhagensee ist ein See im Norden  des Gemeindegebietes Neu Poserin im Landkreis Ludwigslust-Parchim in Mecklenburg-Vorpommern.

## Lage
Der See ist L-förmig ausgeprägt mit breitem Nordende und schmal auslaufendem Südende. Am Knick des Sees befindet sich ein Burgwall und im Wald versteckt umgeben von Moor der schwer erreichbare Kleine Langhagensee. Der Langhagensee hat keine Zuflüsse und ist abhängig vom Grundwasser. Insbesondere im Sommer können starke Wasserverluste beobachtet werden.
Der See ist ungefähr zwei Kilometer lang und bis zu 300 Meter breit. Das Seeufer ist fast vollständig bewaldet und im nördlichen Teil sumpfig. In der Mitte des Sees befinden sich zwei Sandbänke, die nur etwa knietief sind. Für die Fischerei ist der See bedeutungslos.
Am See gibt es die Naturschutzgebiete Dünenkiefernwald im Westen und Nordufer Langhagensee und Kleiner Langhagensee im Norden. Am Südende existieren bei der Siedlung Wooster Teerofen ein kleiner Campingplatz und eine stark verlandete Badestelle. An dieser Badestelle befand sich bis zu den 1990er Jahren ein Kinderferienlager. In der Nähe zum See gab es einen Truppenübungsplatz der Nationalen Volksarmee.
Der See liegt im Naturpark Nossentiner/Schwinzer Heide.

## Pflanzen und Tierwelt
Im Langhagensee wachsen Weiße Seerose und Schwimmendes Laichkraut. Der Uferbereich finden sich Schilf, Schmalblättrigem Rohrkolben und Teichsimse. Im Bereich der ehemaligen Panzerdurchfahrt wächst Schneideried sowie Blasen- und Faden-Segge. An den trocken fallenden Ufern im Nordbereich des Langhagensees sind Torfmoose, Rundblättriger Sonnentau und Moorbärlapp nachgewiesen. 

## Zugang
Vom Wanderparkplatz am nördlichen Rand der Siedlung Wooster Teerofen kann der See auf teils naturnahen Pfaden in einer guten Stunde umrundet werden. Am Nordufer führt der Weg ein kurzes Stück durch einen militärischen Sicherheitsbereich, in dem nicht vom Weg abgewichen werden darf.